# L'Immortelle (série télévisée)
Pour les articles homonymes, voir Immortelle.
L'Immortelle ou Highlander L'Immortelle au Québec (Highlander: The Raven) est une série télévisée fantastique franco-canadienne en 22 épisodes de 44 minutes, produite par Gaumont d'après les personnages de Gregory Widen et diffusée aux États-Unis entre le 26 septembre 1998 et le 17 mai 1999 en syndication.
En France, la série a été diffusée du 1er mai au 2 octobre 1999 sur M6 dans le cadre de La Trilogie du Samedi, et au Québec à partir de juillet 2007 sur Mystère.

## Synopsis
Cette série met en scène Amanda Darrieux, immortelle âgée de 1180 ans et voleuse de bijoux, et Nick Wolfe, un ancien policier. Tous deux font équipe pour combattre le crime et les Immortels.

## Accroche
« Elle est… immortelle. Elle a plus de mille ans et ne peut pas mourir. C'est une créature de légende… une voleuse qui parvint à subtiliser le temps. Depuis des siècles, sa vie est un combat car celui qui lui tranchera la tête s'appropriera toute sa puissance. J'étais flic. Pour moi, elle n'était qu'une voleuse de plus, une affaire très banale. Je me trompais. Elle bouleversa mon existence. Dès notre rencontre, nous comprîmes tous les deux que désormais rien ne serait plus pareil. »
« She is… immortal. A thousand years old, and she cannot die. A creature of legend… like the Raven, a thief who stole the sun and the moon. They sent a warrior to bring her back. He found her, and together they brought back light to the world. I was a cop. To me she was just a thief, another day on the job. But she wasn't. She changed my life, changed… everything. And both of us knew from that moment on, nothing would ever be the same. »

## Distribution
note : en gras figurent les autres immortels
Acteurs principaux :
- Elizabeth Gracen (VF : Catherine Davenier) : Amanda Darrieux /Amanda Montrose
- Paul Johansson (VF : Bernard Bollet) : Nick Wolfe

Acteurs secondaires :
- Patricia Gage : Lucy Becker (épisodes 1-4, 7-11)
- Michael Copeman : Carl Magnus (épisodes 1-2, 6-8 et 11)
- Hannes Jaenicke :  Bert Myers (épisodes 3-5, 9, 12-14 et 17)
- Robert Cavanah : Liam Riley (épisodes 13, 15-17 et 21) (Franklin Waterman dans Highlander)

Acteurs invités :
- Torri Higginson : Claudia Hoffman (épisode 1)
- Julian Richings : Basil Morgan (épisodes 1 et 6)
- Carlo Rota : Mario Cardoza (épisode 2)
- Cedric Smith : Morgan Kenworth (épisode 3)
- James Kee  (VF : William Coryn) : Stefan Collier (épisode 4)
- Catherine Bruhier : Chase MacAfee (épisode 5 et 9)
- Philip Akin : Simon Clark (épisode 6) (Charlie DeSalvo dans Highlander)
- Michael Rhoades : John Ray Fielding (épisode 8)
- Melanie Nicholls-King : Officer Robbins (épisodes 8 et 10)
- Gordon Currie : Wilson Geary (épisode 10)
- Kirby Morrow : Marco Becker (épisode 10) mari de Lucy Becker tué par Wilson en 1963
- Geordie Johnson : Victor Hansen (épisode 11). Il jouera Georgy Kerensky dans Largo Winch
- Jim Byrnes (VF : Michel Paulin) : Joe Dawson (épisode 12) vu depuis la saison 2 d'Highlander
- Valentine Pelka : Andre Korda (épisodes 12-13) (Kronos dans Highlander). Il jouera le colonel Luis Montoya dans Tessa à la pointe de l'épée.
- Ellen Dubin : Crysta (épisode 12)
- Peter Mensah : Raphael (épisode 12)
- Audrey Moore : ancienne petite amie de Nick (épisode 14). Elle est une habituée des séries AB mais surtout connue pour son rôle d'Audrey McAllister dans Les Vacances de l'amour et Les Mystères de l'amour.
- Michael Siberry : Frank Brennan (épisode 14)
- Michelle Gomez : Talia Bauer (épisode 15)
- Philippe Caroit :  Inspecteur Colbert (épisode 16) (Coplan, Les Bœuf-carottes, RIS police scientifique)
- Charlotte Lewis : Jade (épisode 16)
- Stephen Billington : Derrick Markham (épisode 17), mari d'Amanda
- Stephen Moyer : Jeremy Dexter (épisode 18)
- Jan Triska : Nicolae Breslaw (épisode 18) (aussi Nicolae Breslaw dans Highlander, S5-E10)
- Miles Richardson : Vladimir Rankov (épisode 19)
- Rochelle Redfield : Lauren Wolfe, ex-femme de Nick (épisode 20) (Margo dans Highlander, S6-E6). Elle est une habituée des séries AB, surtout dans Hélène et les Garçons et les suites.
- Julian Wadham : Dr. Julian Heller (épisode 20)
- Benedick Bates : Sean (épisode 21)
- Thomas Lockyer (VF : William Coryn) : Evan Peyton (épisode 22), il jouera Matthew Hale dans Highlander: Endgame
- Vernon Dobtcheff : Comte Van Der Meer (épisode 22), il a joué 2 rôles dans Highlander (Hamad ben Salem et Carlo Luchesi).
- Thomas M. Pollard : le concierge (épisode 22)

 Source et légende : version française (VF) sur RS Doublage

## Fiche technique
- Producteurs exécutifs : Christian Charret, Marla Ginsburg, Peter Davies et William N. Panzer (en).
- Producteur littéraire associé : Karen Harris
- Conseiller artistique : David Abramowitz
- Producteurs délégués : Christian Charret & Maria Ginsburg
- Musique : Simon Cloquet, Jeff Pfeifer & Rob Pfeifer

## Épisodes
1. Renaissance/Première Rencontre (Reborn)
2. La Vérité Éternelle (Full Disclosure)
3. Héritage Mortel (Bloodlines)
4. Immunité (Immunity)
5. Moissons Funèbres (So Shall Ye Reap)
6. Terre de Liberté (Birthright)
7. Crime et Châtiment (Crime & Punishment)
8. Le Soldat Inconnu (The Unknown Soldier)
9. L'Homme Aux Deux Visages (Cloak & Dagger)
10. Cache-Cache (Passion Play)
11. Ange ou Démon (The Devil You Know)
12. Départ Inattendu (A Matter of Time) Nick (puis Amanda) part pour Paris
13. La Filière (The French Connection)
14. Agent de Star (The Rogue)
15. Reconnaissance de Dette (Inferno)
16. Le Tableau Volé (The Frame)
17. Suspicion (Love & Death)
18. Crime ou Délit (Thick as Thieves)
19. Manipulation (The Manipulator)
20. Retour inattendu (The Ex-Files)
21. Voeux Sacres (War & Peace)
22. Ultime revelation (Dead on Arrival)

## Commentaires
Cette série est une série dérivée de Highlander mais elle ne connut pas le même succès.